# Elachista bedellella
Elachista bedellella is een vlinder uit de familie grasmineermotten (Elachistidae). De wetenschappelijke naam is voor het eerst geldig gepubliceerd in 1848 door Sircom.
De soort komt voor in Europa.